# Ardices quinquefascia
Ardices quinquefascia là một loài bướm đêm thuộc phân họ Arctiinae, họ Erebidae.